# Temporada da Stock Series de 2023
A Stock Series 2023 é a 30ª da categoria, é organizada pela Vicar, a Stock Series é a principal categoria de acesso para a Stock Car Pro Series. Zezinho Muggiati foi o campeão da temporada.

## Aspectos técnicos e informações
- Motor: V8 de 340cv
- Push-to-pass: 40cv extras
- Pneus: Hankook, 48 unidades
- Velocidade máxima: Cerca de 270 km/h.
- Premiação: R$ 700 mil
- Teto de Gastos: R$ 750 mil

## Equipes e pilotos
| Equipe          | Nº. | Piloto                   | Rodadas |
| --------------- | --- | ------------------------ | ------- |
| Garra Racing    | 9   | Arthur Gama              | 1–5     |
| Garra Racing    | 35  | Gabriel Robe             | 1–5     |
| Garra Racing    | 97  | Bruna Tomaselli          | 1–5     |
| W2 ProGP        | 16  | Mathias de Valle         | 1–5     |
| W2 ProGP        | 24  | Felipe Barrichello Bartz | 1–5     |
| W2 ProGP        | 38  | Zezinho Muggiati         | 1–5     |
| W2 ProGP        | 92  | Hugo Cibien              | 1–5     |
| W2 ProGP        | 98  | Enzo Bedani              | 1–5     |
| RKL Competições | 17  | Pietro Rimbano           | 1–4     |
| L3 Motorsport   | 19  | Felipe Papazissis        | 1–5     |
| RTR Sports      | 25  | Kaká Magno               | 1–4     |
| RTR Sports      | 218 | Vinicius Papareli        | 1–5     |

## Calendário
Na sexta-feira, os pilotos vão encarar três sessões. A primeira é um shakedown de apenas dez minutos, seguido de um treino de rookies, portanto, os competidores que estão fazendo suas estreias. Por fim, terminam o dia com um segundo treino – ambos com 25 minutos.
Já no sábado, uma terceira sessão de ensaios é realizada, também com 25 minutos e com todos os pilotos na pista, antes de uma classificação de dez minutos para definir os grid de largada.
Para a corrida 1, que acontece também no sábado, as posições de saída são definidas pela segunda volta mais rápida de cada piloto; na corrida 2, o grid é montado pela primeira volta mais rápida; na corrida 3, os oito primeiros da segunda prova invertem as posições.
A duração das corridas será a seguinte: corrida 1 e corrida 3 terão 25 minutos, enquanto a corrida 2 terá 20 minutos.

#### Etapas
| Etapa | Local                | Data           | Circuito                              |
| ----- | -------------------- | -------------- | ------------------------------------- |
| 1     | Goiânia,GO           | 2 de Abril     | Autódromo Internacional Ayrton Senna  |
| 2     | São Paulo,SP         | 21 de abril    | Autódromo de Interlagos               |
| 3     | Santa Cruz do Sul,RS | 21 de maio     | Grande Prêmio de Santa Cruz do Sul    |
| 4     | Brasília,DF          | 18 de junho    | Autódromo Internacional Nelson Piquet |
| 5     | São Paulo,SP         | 9 de julho     | Autódromo de Interlagos               |
| 6     | Mogi Guaçu,SP        | 6 de Agosto    | Autódromo Velo Città                  |
| 7     | Goiânia,GO           | 27 de Agosto   | Autódromo Internacional Ayrton Senna  |
| 8     | Santa Cruz do Sul,RS | 17 de setembro | Grande Prêmio de Santa Cruz do Sul    |
| 10    | Mogi Guaçu,SP        | 29 de outubro  | Autódromo Velo Città                  |
| 11    | Brasília,DF          | 26 de novembro | Autódromo Internacional Nelson Piquet |
| 12    | São Paulo,SP         | 17 de dezembro | Autódromo de Interlagos               |

## Resultados
| Rodada | Rodada | Circuito                            | Data           | Pole Position     | Volta mais rápida        | Piloto vencedor   | Equipe vencedora |
| ------ | ------ | ----------------------------------- | -------------- | ----------------- | ------------------------ | ----------------- | ---------------- |
| 1      | R1     | Autódromo José Carlos Pace          | 23 de abril    | Zezinho Muggiati  | Zezinho Muggiati         | Zezinho Muggiati  | W2 ProGP         |
| 1      | R2     | Autódromo José Carlos Pace          | 23 de abril    | Zezinho Muggiati  | Zezinho Muggiati         | Zezinho Muggiati  | W2 ProGP         |
| 1      | R3     | Autódromo José Carlos Pace          | 23 de abril    | —                 | Zezinho Muggiati         | Zezinho Muggiati  | W2 ProGP         |
| 2      | R1     | Autódromo Internacional de Tarumã   | 21 de maio     | Gabriel Robe      | Arthur Gama              | Gabriel Robe      | Garra Racing     |
| 2      | R2     | Autódromo Internacional de Tarumã   | 21 de maio     | Gabriel Robe      | Zezinho Muggiati         | Gabriel Robe      | Garra Racing     |
| 2      | R3     | Autódromo Internacional de Tarumã   | 21 de maio     | —                 | Mathias de Valle         | Mathias de Valle  | W2 ProGP         |
| 3      | R1     | Autódromo Internacional de Cascavel | 18 de junho    | Pietro Rimbano    | Gabriel Robe             | Pietro Rimbano    | RKL Competições  |
| 3      | R2     | Autódromo Internacional de Cascavel | 18 de junho    | Gabriel Robe      | Pietro Rimbano           | Gabriel Robe      | Garra Racing     |
| 3      | R3     | Autódromo Internacional de Cascavel | 18 de junho    | —                 | Zezinho Muggiati         | Mathias de Valle  | W2 ProGP         |
| 4      | R1     | Velopark                            | 17 de setembro | Zezinho Muggiati  | Zezinho Muggiati         | Zezinho Muggiati  | W2 ProGP         |
| 4      | R2     | Velopark                            | 17 de setembro | Zezinho Muggiati  | Zezinho Muggiati         | Zezinho Muggiati  | W2 ProGP         |
| 4      | R3     | Velopark                            | 17 de setembro | —                 | Felipe Barrichello Bartz | Felipe Papazissis | L3 Motorsport    |
| 5      | R1     | Autódromo Velo Città                | 29 de outubro  | Felipe Papazissis | Gabriel Robe             | Zezinho Muggiati  | W2 ProGP         |
| 5      | R2     | Autódromo Velo Città                | 29 de outubro  | Gabriel Robe      | Gabriel Robe             | Gabriel Robe      | Garra Racing     |
| 5      | R3     | Autódromo Velo Città                | 29 de outubro  | —                 | Felipe Papazissis        | Arthur Gama       | Garra Racing     |
| 6      | R1     | Autódromo José Carlos Pace          | 17 de dezembro | Zezinho Muggiati  | Felipe Barrichello Bartz | Zezinho Muggiati  | W2 ProGP         |
| 6      | R2     | Autódromo José Carlos Pace          | 17 de dezembro | Zezinho Muggiati  | Enzo Bedani              | Enzo Bedani       | W2 ProGP         |
| 6      | R3     | Autódromo José Carlos Pace          | 17 de dezembro | —                 | Vinícius Papareli        | Arthur Gama       | Garra Racing     |

## Classificação

### Sistema de pontuação
| Formato        | Posição | Posição | Posição | Posição | Posição | Posição | Posição | Posição | Posição | Posição | Posição | Posição | Posição | Posição | Posição | Posição | Posição | Posição | Posição | Posição |
| Formato        | 1º      | 2º      | 3º      | 4º      | 5º      | 6º      | 7º      | 8º      | 9º      | 10º     | 11º     | 12º     | 13º     | 14º     | 15º     | 16º     | 17º     | 18º     | 19º     | 20º     |
| -------------- | ------- | ------- | ------- | ------- | ------- | ------- | ------- | ------- | ------- | ------- | ------- | ------- | ------- | ------- | ------- | ------- | ------- | ------- | ------- | ------- |
| Corridas 1 e 2 | 30      | 26      | 22      | 19      | 17      | 15      | 14      | 13      | 12      | 11      | 10      | 9       | 8       | 7       | 6       | 5       | 4       | 3       | 2       | 1       |
| Corrida 3      | 24      | 20      | 18      | 17      | 16      | 15      | 14      | 13      | 12      | 11      | 10      | 9       | 8       | 7       | 6       | 5       | 4       | 3       | 2       | 1       |

### Campeonato de pilotos
| Pos. | Piloto                   | INT1 | INT1 | INT1 | TAR | TAR | TAR | CAS | CAS | CAS | VLP | VLP | VLP | MOG | MOG | MOG | INT2 | INT2 | INT2 | Pts. |
| Pos. | Piloto                   | RC1  | RC2  | RC3  | RC1 | RC2 | RC3 | RC1 | RC2 | RC3 | RC1 | RC2 | RC3 | RC1 | RC2 | RC3 | RC1  | RC2  | RC3  | Pts. |
| ---- | ------------------------ | ---- | ---- | ---- | --- | --- | --- | --- | --- | --- | --- | --- | --- | --- | --- | --- | ---- | ---- | ---- | ---- |
| 1    | Zezinho Muggiati         | 1    | 1    | 1    | 4   | 2   | 9   | 3   | 3   | 3   | 1   | 1   | 9   | 1   | 2   | 2   | 1    | 3    | 11   | 384  |
| 2    | Gabriel Robe             | 4    | 4    | 4    | 1   | 1   | 2   | 2   | 1   | 4   | 2   | 3   | Ret | 2   | 1   | 4   | 5    | 2    | 6    | 374  |
| 3    | Arthur Gama              | 3    | 3    | 3    | 2   | 7   | 4   | 6   | 7   | 5   | 11  | 6   | 2   | 3   | 3   | 1   | 10   | 4    | 1    | 306  |
| 4    | Felipe Barrichello Bartz | 5    | Ret  | 8    | 6   | 5   | 7   | 5   | 6   | 2   | 3   | 2   | 3   | 4   | 4   | 3   | 3    | 6    | Ret  | 274  |
| 5    | Mathias de Valle         | Ret  | 5    | 9    | 5   | 3   | 1   | 4   | 4   | 1   | 5   | 4   | Ret | 7   | 6   | Ret | 6    | 9    | 10   | 262  |
| 6    | Pietro Rimbano           | 2    | 2    | 2    | 3   | DSQ | DSQ | 1   | 2   | Ret | 8   | 14  | 4   |     |     |     |      |      |      | 218  |
| 7    | Enzo Bedani              | 7    | 9    | 5    | Ret | Ret | DNS | 9   | 9   | 6   | 13  | 5   | Ret | 5   | DSQ | 6   | 2    | 1    | 3    | 215  |
| 8    | Bruna Tomaselli          | 6    | Ret  | 6    | 9   | Ret | 6   | 7   | 5   | 8   | 9   | 7   | 5   | 6   | Ret | DNS | 11   | 12   | 4    | 202  |
| 9    | Hugo Cibien              | 8    | 7    | 11   | 10  | 6   | 10  | 8   | 11  | 7   | 10  | 11  | 7   | 8   | 7   | 7   | 9    | Ret  | 9    | 199  |
| 10   | Felipe Papazissis        | 9    | Ret  | Ret  | 8   | Ret | 3   | 11  | 10  | 11  | 6   | 10  | 1   | 10  | Ret | 9   | 8    | 7    | 8    | 197  |
| 11   | Kaká Magno               | 10   | 8    | 7    | 11  | 8   | 8   | 10  | 12  | 10  | 12  | 13  | 10  |     |     |     | 12   | 11   | 12   | 174  |
| 12   | Vinicius Papareli        | 11   | 6    | 10   | 7   | 4   | 5   | Ret | 8   | 9   | Ret | DSQ | DNS | 9   | 5   | 5   | Ret  | Ret  | 2    | 173  |
| Pos. | Piloto                   | INT1 | INT1 | INT1 | TAR | TAR | TAR | CAS | CAS | CAS | VLP | VLP | VLP | MOG | MOG | MOG | INT2 | INT2 | INT2 | Pts. |

| Cor      | Resultado            |
| -------- | -------------------- |
| Ouro     | Vencedor             |
| Prata    | 2º lugar             |
| Bronze   | 3º lugar             |
| Verde    | Terminou, nos pontos |
| Azul     | Terminou, sem pontos |
| Púrpura  | Retirou-se (Ret)     |
| Vermelho | Não qualificado (NQ) |
| Preto    | Desqualificado (DSQ) |
| Branco   | Não largou (NL)      |
| Sem cor  | Não participou (NP)  |
| Sem cor  | Lesionado (Les)      |
| Sem cor  | Excluído (EX)        |